# L'Aurore (journal français, 1944-1985)
Pour les articles homonymes, voir L'Aurore.
L’Aurore est un journal français fondé en 1944 et disparu en 1985.
Les premiers numéros du journal sont publiés dans la clandestinité dès 1943, animés par Robert Lazurick, ancien député du Front populaire. Après la libération de Paris, en septembre 1944, Lazurick, Jean Piot et Paul Bastid avec la collaboration d'Henri Forissier, obtiennent l'autorisation officielle de publier leur journal sous le nom de L’Aurore en référence au quotidien fondé en 1897 par Ernest Vaughan, Urbain Gohier et Georges Clemenceau ; journal qui avait cessé de paraître en 1914 et dans lequel était notamment paru le « J'accuse…! » d'Émile Zola, du temps de l’affaire Dreyfus. 
Absorbant plusieurs autres organes de presse au cours des dix premières années de sa publication, le quotidien est à son tour absorbé par Le Figaro en 1985.

## Histoire

### Premières années
L’Aurore est dans les kiosques le 11 septembre 1944. Le journal occupe d'abord à Paris, au 9 rue Louis-le-Grand, les locaux qui furent ceux du quotidien L'Œuvre (interdit de reparution). Son tirage atteint 90 000 exemplaires dès janvier 1945. Il augmente très vite pour faire de ce quotidien l’un des trois ou quatre plus puissants au cours de ces premières années de l'après-guerre. Lazurick est directeur général, Bastid directeur politique et Piot rédacteur en chef, jusqu'à sa mort en 1948.
Le journal est hostile aux communistes et à l'URSS et le Rassemblement du peuple français (RPF) du général de Gaulle le présente comme un journal « sympathisant ».

### Sous l'aile de Boussac

#### Un actionnaire puissant
Une instruction pour collaboration est ouverte à la Libération sur Marcel Boussac, puissant industriel du textile, mais elle sera classée sans suite le 2 juillet 1947. En 1948, Boussac rachète à la famille Schwob la Cotonnière de Fives qui emploie alors 4 500 salariés mais aussi la société de machines à laver Bendix, ce qui fait de lui au début des années 1950 le premier cotonnier français avec 10 % du total des importations françaises, dans 52 usines textiles produisant 54 milliards de francs de chiffre d'affaires et employant 21 000 salariés, dont les deux tiers sont des femmes.

#### L'entrée au capital de 1951
En 1951, il entre dans le capital avec 74,3 % du journal, où il contrôle de près la ligne éditoriale d'une rédaction dirigée par Robert Lazurick (1896-1968). Il inspire la « Chronique de M. Dupont » qui dénonce inlassablement « l'État dilapidateur ». Bien que détenu par l'homme le plus riche de France, L'Aurore devient un organe d'expression proche des classes moyennes, commerçants et artisans. 
Au cours des années 1950, Marcel Boussac investit massivement dans la publicité pour ses tissus et vanter un label de qualité qu'il a baptisé la « garantie Boussac ». Le magazine américain Fortune estime en septembre 1952 à 150 millions de dollars. Basé au 21, boulevard Poissonnière à Paris, L'Aurore est un solide soutien du président du conseil Antoine Pinay.

#### Les acquisitions d'autres journaux
L'Aurore a absorbé une demi-douzaine d'autres journaux quotidiens nationaux dans les sept années qui ont suivi la Libération. Parmi eux, L'Époque puis le journal France Libre en 1948, quand le titre devint L'Aurore-France libre. Alors que dans les mois qui suivirent la Libération en 1944, plus d'une trentaine de quotidiens paraissaient à Paris, plus de la moitié avaient en mars 1953 disparu ou fusionné, leur tirage global chutant de 43 % entre 1946 et 1952.
En 1953, L'Aurore rachète un autre concurrent, Ce matin, qui était né de la fusion le 15 décembre 1946 de deux journaux, Paris-Matin avec Résistance, journal fondé en 1940 par le réseau de résistance dit du Musée de l'Homme. Ce matin avait ensuite fusionné avec Le Pays, un quotidien comme lui de tendance MRP et modérée, fusion qui est finalisée le 31 mars 1948. L'Aurore explique après la fusion que « les difficultés d'exploitation sont devenues telles pour la presse d'importance moyenne que la vie de Ce matin-le Pays s'est trouvée en péril ». L'opération est alors présentée comme une fusion et donne lieu à une polémique entre le Syndicat des journalistes CFTC et Paul Campargue, vice-président du conseil d'administration de la société éditrice et codirecteur général de Ce matin-Le Pays, le syndicat s'indignant que les directions intéressées aient manifesté un « tel mépris du métier de journaliste ». L'Aurore porte après la fusion en sous-titre Ce matin-Le Pays. Mais un jugement du tribunal de commerce de la Seine lui interdit à partir de 1953 de continuer à le faire.
Après la loi de 1954 de dévolution des biens de presse, L’Aurore s'installa, 100 rue de Richelieu dans le 2e arrondissement, dans les locaux de l'ancien quotidien Le Journal où se trouvait son imprimerie.

#### La résistance à la décolonisation
Son rédacteur en chef André Guérin est éditorialiste et tente en 1956 pendant deux mois l'aventure d'un nouveau journal parisien, Le Temps de Paris fondé pour concurrencer Le Monde, jugé trop favorable à la décolonisation. Boussac est opposé au Marché commun et hostile à la décolonisation. Les colonies représentent pour lui un débouché très important. Au moment de l’indépendance de l’Algérie, au début des années 1960, L'Aurore est le porte-voix des Pieds-noirs rapatriés. 
Dans les années 1960 du gaullisme tout puissant, L’Aurore devient un journal d'opposition, centriste, qui défend par exemple les positions de Jean Lecanuet. 

#### Le décès de Robert Lazurick
Lors du décès accidentel de Robert Lazurick, en avril 1968, sa veuve Francine Lazurick, née Bonitzer, lui succède. Elle travaille en bonne intelligence avec les rédacteurs en chef : Roland Faure (Politique étrangère), Gilbert Guilleminault (Société, vie culturelle, informations générales), Dominique Pado (Politique intérieure), André Guérin (Éditorialiste), José Van den Esch, (Économie, Social) et Georges Merchier (Sciences, éducation, religion). L'administrateur du journal Roger Alexandre est le dernier PDG de L’Aurore.

### De Jules Romains à Pierre Desproges
En juillet 1956, L’Aurore est le premier quotidien à se lancer dans l'illustration en couleur, en première et dernière pages. Le tirage de L’Aurore s'établit à partir de 1952 au-dessus de 400 000 exemplaires quotidiens, s'élevant dans les années 1956-1962 à plus de 500 000 exemplaires, dépassant certaines années Le Figaro. Parmi les grandes plumes ayant collaboré à L’Aurore, on peut citer André Frossard, Jules Romains, Jean Mistler, tous trois membres de l’Académie française, et Jacqueline Cartier. Pierre Desproges y fait aussi ses débuts par l'entremise de son amie d'enfance, la journaliste judiciaire et écrivain Annette Kahn. D’autres journalistes y ont travaillé : Philippe Bernert, Gilbert Ganne, Gérald Schurr, Anne Manson, Évelyne Le Garrec, Jean-Claude Goudeau, Jean Laborde, André Sirvin, Alain Riou, Jacques Bouzerand, Bernard Morrot, Francis Schull, Jacques Lesinge, Jacques Malherbes, Jacques Chambaz, André Bloch, Monique Dittière, Andrée Nordon, Jacques-Marie Bourget, Jean-Michel Saint-Ouen, Claude-Marie Vadrot, Dominique Jamet, etc.

### Période Hersant et disparition
Dans les années 1970, la diffusion de la presse s'érode, celle de L'Aurore autant que d'autres titres. En 1978, après la vente du journal par Marcel Boussac à Marcel Fournier (PDG du groupe des supermarchés Carrefour), qui le revend lui-même à Robert Hersant, Francine Lazurick, la directrice, abandonne ses fonctions de PDG et démissionne du journal l’Aurore ainsi que le rédacteur en chef Dominique Pado. Francine Lazurick est remplacée à la tête du groupe, le 3 novembre, par Pierre Janrot, membre du Groupe Hersant.
Robert Hersant a donc racheté le journal qui était en concurrence la plus directe avec son navire amiral, Le Figaro. En fait, il le fusionne peu à peu avec le fleuron de son groupe de presse, dont L’Aurore reprend, au bout de quelques années, la quasi-intégralité du contenu, à l'exception, jusqu'en 1982, de l'éditorial, rédigé soit par Jacques Guillemé-Brulon pour la politique étrangère, soit, le plus souvent, par Guy Baret pour la politique intérieure. Sous l'influence de ce dernier L’Aurore se positionnera nettement plus à droite. En 1985, le journal est purement et simplement intégré dans Le Figaro. Il ne survit que dans le titre de l'édition sans suppléments du samedi, Le Figaro-L'Aurore. Ce n'est plus le cas à partir du milieu des années 2000. Le nom de L'Aurore a disparu.

## Parrainage d'épreuves sportives

### Championnat d'Europe de vol à voile
La Coupe d'Europe de vol à voile (anciennement Huit jours d'Angers), organisé par l'Aéroclub de l'Ouest de la France et avec l'appui d'Alexandre Bellanger et de René Hersen dit « le patron », est parrainé par L'Aurore, le grand quotidien de Paris à partir de 1971.

### Course deL'Aurore
Cette course à la voile par étapes en solitaire créée en 1970 se transformera en Solitaire du Figaro en 1980 lors du rachat du journal par Le Figaro.